# Итальянское ирредентистское движение
Итальянский ирредентизм (итал. irredentismo italiano, итальянский: [irredenˈtizmo itaˈljaːno]) — движение, существовавшее в конце XIX — начале XX века в Италии и сопредельных регионах с итальянским населением, направленное на объединение всех этнических итальянцев в рамках одного государства.
Первоначально движение пропагандировало присоединение к Италии территорий, населённых в основном итальянцами (и бывших коренными жителями этих мест), но остающихся под властью Австро-Венгрии после Третьей итальянской войны за независимость. К территориям, на которые движение предъявляло претензии, относились Трентино и Тироль, а также районы с мультиэтническим составом населения, включавшего в себя, помимо итальянцев, немцев, словенцев, хорватов, ладинов и истрорумынов, — такие как Южный Тироль, Истрия, Горица и часть Далмации. Позже предъявлялись претензии на город Риека (Фиуме), Корсику, Мальту, Ниццу и Итальянскую Швейцарию.

## См.также
- Большая Италия
- Ирредента
- Рисорджименто